# Харвисберг (Охајо)
Харвисберг (енгл. Harveysburg) град је у америчкој савезној држави Охајо.

## Демографија
По попису из 2010. године број становника је 546, што је 17 (-3,0%) становника мање него 2000. године.
| Група             | 2000.       | 2010.       |
| Белци             | 537 (95,4%) | 519 (95,1%) |
| Афроамериканци    | 12 (2,1%)   | 8 (1,5%)    |
| Азијати           | 1 (0,2%)    | 2 (0,4%)    |
| Хиспаноамериканци | 11 (2,0%)   | 1 (0,2%)    |
| Укупно            | 563         | 546         |